# Pindska kneževina
Pindska kneževina je marionetska država Osovinskih sila. Postojala je u razdoblju od 1941. do 1943. godine. 
Ustanovili su ju talijanski okupatori južne sjeverozapadne Grčke. Gledano u današnjim međama, nalazila se na prostoru današnje Grčke, na području Pindskog gorja.
Ovo je bila država grčkih Vlaha. Glavni pokrovitelj joj je bila fašistička Italija. 

## Vladari
- 1941. – 1942.: Alcibiades Diamandi
- 1942. – 1943.: Nikola Matoussi